# 1973 Голяма награда на Монако
1973 Голяма награда на Монако е 20-о за Голямата награда на Монако и шести кръг от сезон 1973 във Формула 1, провежда се на 3 юни 1973 година по улиците на Монте Карло, Монако.

## Репортаж
Голяма част от трасето е променено от ГП на Монако през 1972, с включването на нова секция около басейна, както и разширяването на тунела, заради построяването на нов хотел като преди това е трибуна. Ферари повика отново Артуро Мерцарио за съотборник на Джаки Икс, след като пропусна предишните два кръга. В списъка с участващите присъства и два частни екипа. Лорд Александър Хескет успя да се сдобие с Марч 731 за своя пилот Джеймс Хънт, който впечатли шефа си по време на нешампионатно състезание в Силвърстоун преди месец. Същата машина се сдоби и Дейвид Пърли, който носи със себе си спонсор в лицето на компания за перални Лек.

### Квалификация
Джеки Стюарт доминира квалификацията, побеждавайки втория Рони Петерсон с две десети от секундата. Дени Хълм е трети пред Франсоа Север, Емерсон Фитипалди и Ники Лауда. След тях са още Икс, Клей Регацони, Уилсън Фитипалди и Хоудън Гънли. Миналогодишният победител Жан-Пиер Белтоаз остана едва 11-и докато Хънт (чийто отбор обра погледите на зрителите, появявайки се с коли Ролс Ройс) и Пърли се класират съответно 18-и и 23-ти. Андреа де Адамич остана 26-и и извън 25-те даващи право за участие в състезанието, но след като Шадоу-ът на Джордж Фолмър е повреден от контакт с Мерцарио, италианеца е повикан да заеме неговото място като първа резерва.

### Състезание
За разлика от миналогодишното състезание, времето е благородно за пилотите и за зрителите с ясно синьо небе. Север от втора редица отново потегли по добър начин, изпреварвайки Петерсон, който е погълнат и от Регацони, след първия завой като и тримата изпревариха Стюарт. Скоро французина получи спукване на една от гумите си във втората обиколка, което го прати предпоследен преди да влезе в бокса. Петерсон си върна загубената позиция от Регацони, който бави останалите състезатели и давайки право на шведа да се откъсне напред. БРМ-ът на швейцареца остана на втора позиция за пет обиколки, преди да изпусне шикана заради блокиране на спирачките, след което посети бокса на своя отбор. Стюарт и Фитипалди настигат Петерсон, който отново има проблеми, този път с налягането в маслото което намали скоростта му. Това даде шанс на Тирел-а, а после и Лотус-а да го задминат в осмата обиколка, докато обиколка по-късно Лауда, Икс и Уилсън Фитипалди също минават покрай Лотус-а. Майк Бютлър стана първата жертва, след като спирачките го предадоха в третата обиколка.
Крис Еймън, който се движи седми със своето Текно, също получи проблем след спукване на гума която прати последен, докато Регацони напусна, след като работата по оправянето на спирачките не даде резултат. Новозеландецът го последва в 22-рата обиколка с чувствително прегряване на двигателя, а две обиколки по-късно е ред и на Лауда с повреда по скоростната кутия на неговия БРМ. Това остави Икс да се бори за трета позиция с Уилсън Фитипалди, Петерсон и Хълм. Нани Гали и Пърли са следващите отпаднали, докато прогреса на Север е забавен от Карлос Ройтеман, и след като французина се справи с Брабам-а, следващия го Питър Ревсън не даде никакво съпротивление, част от това е помогната от Стюарт, който ги настигна с обиколка.
В 40-а обиколка Стюарт има преднина от 13 секунди пред Емерсон, докато Икс удържа третата позиция от Уилсън Фитипалди и Хълм, който изпревари Петерсон. Гънли със своя Исо Марлборо се движе зад зоната на точките пред Белтоаз, преди французина да удари мантинелата със задна лява гума повредена от удара, както и окачването. Майк Хейлууд за кратко е осми, преди да бъде погълнат от лидера и от Север, но англичанина си върна позицията след като Гънли отпадна с повреда по полуоската. Същият проблем сполетя и Икс в 44-та, а Ройтеман се оттегли с повреда по скоростната кутия, оставайки на четвърта предавка две обиколки по-късно. Това остави Стюарт напред с комфортна преднина пред Емерсон Фитипалди, чийто по-възрастен брат Уилсън се намира трети. Благодарение на многото отпаднали, Петерсон се добра до 4-то място, пред Север, който се движи зад лидера. Хейлууд е шести със своя Съртис, преди да спре с износена гума, давайки право на Ревсън и Хънт да го изпреварят.
Интересна ситуация се образува между Тирел-ите и Лотус-ите като на пистата Стюарт и Север се доближават до Петерсон. Планът е шотландеца да извлече французина в опит за атака, ако шведа бъде изпреварен от Джеки. Този ход обаче е опасен, което може да даде шанс на Фитипалди да настигне лидера в случай, ако бъдат забавени от Петерсон. След като Лотус-а прихвана групата, Север отвори вратата на Емерсон, докато Рони даде път на лидера в състезанието да го задмине. Докато тази битка се водеше между лидерите, отличното състезание на Уилсън Фитипалди завърши с проблем в горивната система, шест обиколки до финала.
Емерсон успя да намали разликата си между него и Стюарт, но това е недостатъчна като на финала двамата са разделени със секунда и три десети. За шотландеца това е 25-а победа, която го изравни с Джим Кларк по победи. Петерсон, след проблемите които има от старта се поздрави с трета позиция, пред Север и Макларън-ите на Ревсън и Хълм като последния се нуждае Хънт да отпадне, което и стана след като Марч-а на Джеймс получи повреда по скоростната кутия, пет обиколки до финала. Другите които финишират са де Адамич, Хейлууд и Джаки Оливър.

## Класиране
| Поз | No | Пилот             | Конструктор      | Обиколки | Време/Отпадане  | Място | Точки |
| --- | -- | ----------------- | ---------------- | -------- | --------------- | ----- | ----- |
| 1   | 5  | Джеки Стюърт      | Тирел-Форд       | 78       | 1:57:44.3       | 1     | 9     |
| 2   | 1  | Емерсон Фитипалди | Лотус-Форд       | 78       | + 1.3           | 5     | 6     |
| 3   | 2  | Рони Петерсон     | Лотус-Форд       | 77       | + 1 Об.         | 2     | 4     |
| 4   | 6  | Франсоа Север     | Тирел-Форд       | 77       | + 1 Об.         | 4     | 3     |
| 5   | 8  | Питър Ревсън      | Макларън-Форд    | 76       | + 2 Об.         | 15    | 2     |
| 6   | 7  | Дени Хълм         | Макларън-Форд    | 76       | + 2 Об.         | 3     | 1     |
| 7   | 9  | Андреа де Адамич  | Брабам-Форд      | 75       | + 3 Об.         | 25    |       |
| 8   | 23 | Майк Хейлууд      | Съртис-Форд      | 75       | + 3 Об.         | 13    |       |
| 9   | 27 | Джеймс Хънт       | Марч-Форд        | 73       | Двигател        | 18    |       |
| 10  | 17 | Джаки Оливър      | Шадоу-Форд       | 72       | + 6 Об.         | 22    |       |
| 11  | 11 | Уилсън Фитипалди  | Брабам-Форд      | 71       | Горивна система | 9     |       |
| Отп | 14 | Жан-Пиер Жарие    | Марч-Форд        | 67       | Ск.кутия        | 14    |       |
| Отп | 12 | Греъм Хил         | Шадоу-Форд       | 62       | Окачване        | 24    |       |
| Отп | 4  | Артуро Мерцарио   | Ферари           | 58       | Налягане-масло  | 16    |       |
| Отп | 10 | Карлос Ройтеман   | Брабам-Форд      | 46       | Ск.кутия        | 19    |       |
| Отп | 3  | Джеки Икс         | Ферари           | 44       | Полуоска        | 7     |       |
| Отп | 25 | Хоудън Гънли      | Исо Малборо-Форд | 41       | Полуоска        | 10    |       |
| Отп | 20 | Жан-Пиер Белтоаз  | БРМ              | 39       | Инцидент        | 11    |       |
| Отп | 24 | Карлос Паче       | Съртис-Форд      | 31       | Полуоска        | 17    |       |
| Отп | 18 | Дейвид Пърли      | Марч-Форд        | 31       | Теч-масло       | 23    |       |
| Отп | 26 | Нани Гали         | Исо Малборо-Форд | 30       | Полуоска        | 21    |       |
| Отп | 21 | Ники Лауда        | БРМ              | 24       | Ск.кутия        | 6     |       |
| Отп | 22 | Крис Еймън        | Текно            | 22       | Прегряване      | 12    |       |
| Отп | 19 | Клей Регацони     | БРМ              | 15       | Спирачки        | 8     |       |
| Отп | 15 | Майк Бютлър       | Марч-Форд        | 3        | Двигател        | 20    |       |

## Класиране след състезанието
| Поз | Пилот             | Точки |
| --- | ----------------- | ----- |
| 1   | Емерсон Фитипалди | 41    |
| 2   | Джеки Стюърт      | 37    |
| 3   | Франсоа Север     | 21    |
| 4   | Питър Ревсън      | 11    |
| 5   | Дени Хълм         | 10    |
| 6   | Артуро Мерцарио   | 6     |
| 7   | Джордж Фолмър     | 5     |
| 8   | Джаки Икс         | 5     |

| Поз | Конструктор   | Точки |
| --- | ------------- | ----- |
| 1   | Тирел-Форд    | 45    |
| 2   | Лотус-Форд    | 41    |
| 3   | Макларън-Форд | 17    |
| 4   | Ферари        | 9     |
| 5   | Шадоу-Форд    | 5     |
| 6   | БРМ           | 5     |
| 7   | Брабам-Форд   | 4     |
| 8   | Текно         | 1     |